# Боровно (Тверская область)
Боровно — деревня в Вышневолоцком городском округе Тверской области России. До 2019 года входила в состав ныне упразднённого Коломенского сельского поселения Вышневолоцкого муниципального района.

## География
Деревня находится в центральной части Тверской области, в зоне хвойно-широколиственных лесов, в пределах Вышневолоцкой низины, на западном берегу озера Боровенского, при автодороге 28Н-0261, на расстоянии примерно 18 километров (по прямой) к северо-западу от Вышнего Волочка, административного центра округа. 
Абсолютная высота — 169 метров над уровнем моря.

### Климат
Климат характеризуется как умеренно континентальный, с относительно мягкой зимой и прохладным влажным летом. Средняя температура воздуха самого холодного месяца (января) — −9,5 — −10 °C; самого тёплого месяца (июля) — 17 — 17,5 °C. Безморозный период длится около 120 дней. Годовое количество атмосферных осадков составляет в среднем 550—600 мм, из которых большая часть (350—400 мм) выпадает в период с апреля по октябрь. Снежный покров держится в течение 140—150 дней.

## История
Известно селение Боровно издавна, название деревни менялось на протяжении своей истории, В начале XIX-го века, судя по картам Вышневолоцкого уезда, звучало как Боровня, деревня на берегу озера Боровки. Данное название очевидно ссылает к временам основания деревни, и местной преобладающей растительности – соснового бора. В первых задокументированных упоминаниях о поселении, относящихся к концу XV-го века, в новгородских писцовых книгах, Боровно представлено крупным селом, по местным меркам, из четырех дворов (в то время большинство деревень Коломенского погоста, состояли из одного, реже двух дворов):
«Деревня Боровно: двор Игнатко Осташев, дв. Савка Борисков, сын его Гридка, дв. Гридка Гридин, дв. Ивашко Савин, сеют ржи 12 коробей, а сена косят 80 копен…».
В дальнейшем, село приходит в запустение и вплоть до середины XVIII века в архивных документах именуется «пустошью Боровно», которая переходит из рук в руки:
- до февраля 1714 года принадлежала стольнику Фёдору Яковлевичу Пречётникову;
- с февраля 1714 по март 1716-го – Фёдору Ивановичу Мугалину;
- с марта 1716 по 1718 год – камергеру Никону Ивановичу Волкову;
- с 1718 года – полковнику Ивану Фёдоровичу Кутузову[7].Первый дом на Боровенской пустоши был построен Иваном Ивановичем Кутузовым, которому она досталась в наследство от отца в 14 февраля 1756 года.

В 1763 г. владелицей имения стала его племянница Федосья Ивановна Языкова, в девичестве – Болкошина, так как «полуполковник Иван Иванов сын Кутузов» был бездетным. Муж Федосьи Ивановны – Илья Иванович Языков,  происходил из известного Вышневолоцкого дворянского рода Языковых, но не особо богатого. Было у него всего 23 души мужеска пола в селе Иваново, да Федосья Ивановна добавила приданого – 77 душ в селе Берёзки. В 1752 году у Языковых родилась дочь Майя, а в 1761 – младшая Прасковья. В 1779 г. восемнадцатилетняя Прасковья выходит замуж за 38-летнего отставного премьер-майора, советника Вышневолоцкой конторы водных коммуникаций Логина Михайловича Манзе.

### Родовое имение Волковых – Манзей (1786-1917)
Логин Михайлович Манзей - потомок старого дворянского рода Манзей, супруг Прасковьи Ильиничны, в 1786 году после смерти тестя Ильи Ивановича Языкова остаётся единственным мужчиной в доме. У Логина и Прасковьи к этому времени уже трое детей – Вера, Павел и Николай. Старый деревянный дом, построенный 30 лет назад, становится тесным. Служба Логина Манзе идет успешно – «785 июля 17 произведён по Высочайшему повелению Коллежским Советником», а через два года – «787 июня 13 за отличное и ревностное исправление должности» получает высшую награду для гражданских чиновников средних классов – орден святого равноапостольного князя Владимира.
Первым документом, имеющим отношение к строительству, каменного дома следует считать заемное письмо, по которому тёща берёт в долг у зятя – «…13 марта 1790 года надворная советчица вдова Федосья Ивановна Языкова заняла у Манзе Л. М. 10.000 руб. сроком на 1 год залогом недвижимое имение… Вышневолоцкого уезда сельцо Боровно с имеющимся в нём господским домом и всякими строениями и со скотом и … да в деревнях Грыжине, Елиной Горе да Валдайского уезда дер. Гоголеве, да Крестецкого уезда в дер. Исакове…». Логин подаёт прошение о возврате этого долга и переводе на него имения только после кончины тёщи (в 1800 году) и становится уже законным владельцем имения.

Имение Волковых - Манзей

В Вышнем Волочке в августе 1788 года заканчивается строительство Гостиного двора и колокольни. А шло оно при непосредственном участии советника Вышневолоцкой конторы водных коммуникаций Логина Михайловича, так как многие строительные материалы доставляются в город по воде. Подрядчиками на строительстве были осташковские мастера – «мещанин Фёдор Иванов сын Карпов да купец Карп Пантелеев сын Карпов». «1791 года февраля 15 дня» Логин Михайлович подписывает договор с Фёдором Карповым на производство работ по постройке собственного дома. Осенью 1791 года первый этаж был закончен, а в срок до 1 августа 1793 года должны были завершить и второй по документам. Первое упоминания о флигелях датируется «1796 года июня 14 дня», в обязательстве Семёна Осипова покрасить крышу каменного и двух строений. Летом 1798 года был срублен «в усадище Боровно для его высокородия скотный двор».

Зала главного дома

17 декабря 1803 года Логин Михайлович умирает, оставив после себя четырёх сыновей, пять дочерей и обустроенную усадьбу на берегу озера Боровно. Вдова стала хозяйкой имения, купила в 1811 году село Березки с деревнями и пустошами, всего 86 десятин и 20 душ мужского пола. К 1816 г. во владении Манзеев было 10 тыс. десятин земли и 688 душ мужского пола. Почти все крестьяне Манзеев были на оброке, что и составляло основной доход. Скончалась Прасковья Ильинична 18 ноября 1818 года, похоронена вместе с мужем Л.М.Манзей в селе Березки Вышневолоцкого уезда.

Боровно на Карте Менде Тверской губернии 1853

Старшая дочь Вера более 40 лет была домоправительницей имения Боровно. Она же владела имением Березка, судя по документам, по которым брат, Николай Логгинович Манзей, передает ей это селение в собственность. В Боровно она жила круглый год вместе с младшей сестрой Марией.
Николай Логгинович Манзей в конце 1830-х годов вышел в отставку и селится в своём родовом имении Боровно. По разделу имущества рода Манзей в 1822 году (… Николаю отошло сельцо Боровно с господским каменным домом принадлежащими к оному службами и всякими кокое только есть строениями господскими скотом птицей хлебом стоячим молоченым и в землю посеянным… да в дер Сатыгино мужского 18 женска 17 душ… земли 272 д.; в селе Берёсках мужского 3 женска 4 души в полях земли 74 д.,… Марта 1822 года. Итого ревизских душ мужского 97 женска 98 душ… да всяких угодий 2970 десятин 358 сажен). 
Александр Логгинович Манзей унаследовал после раздела имущества в 1822 году винокуренный завод возле деревни Сатыгино  (… принять в единственное свое владение построенный при Боровенском озере винокуренный завод с имеющейся при оном посудою, машинами и прочим с деревянным домом при оном находящимся и всякого рода службами, скотными дворами сараями и погребами, и всякою постройкою… Всего земли 2670 д. 1193 сажень). 

Волковы-Манзеи на пристани около усадьбы. Вдали, за озером, дер. Сатыгино

Константин Николаевич Манзей унаследовал имение у отца. После своей кончины 4 января 1905 г. Константин Николаевич не оставил после себя потомства и все свое состояние завещал внучатому племяннику, сыну Софьи Николаевны Манзей, Сергею Михайловичу Манзею, с условием, что он будет носить двойную фамилию Волков-Манзей. Это обусловлено тем, что его брат Николай Николаевич Манзей скончался раньше Константина в 12 мая 1889 г. и был похоронен на семейном кладбище около церкви Владимирской Богоматери в селе Березки. Софья Николаевна Волкова – Манзей – дочь Николая Николаевича, довольно поздно вышла замуж за вышневолоцкого помещика, крупного петербургского чиновника - Михаила Сергеевича Волкова. 12 января 1896 г. у нее родился единственный сын Сергей Михайлович Волков. Сын Сережа Николаевич Волков – Манзей был единственный отпрыск от двух семей – Манзей и Волковых. Все состояние этих семей было записано на него. После скоропостижной смерти мужа (в 1900 году он скончался в Ницце от апоплексического удара, похоронен на семейном кладбище Волковых – Манзеев в Березках около церкви Св. Владимира) Софья Николаевна с сыном Сергеем вернулась в родительский дом в Боровно к своей маме Александре Ивановне Манзей.
«В описываемое время (на моей памяти 1913-1917 годы) семья Волковых-Манзей постепенно нарочито избавлялась от довеска Манзей (неуместного во время войны и тем более при надвигающейся революции) и состояла из очень уже пожилой хозяйки Александры Ивановны Манзей, ее дочери, уже тоже вдовы Софии Николаевны Волковой - Манзей и сына ее - Сергея Михайловича Волкова, заканчивающего Петроградский университет экстерном. Немецкий дух сказывался во всем порядке, да и многие служащие, говорили, были из немцев: управляющий имением, садовник, повар и др. Сами хозяева (говорившие обычно по-английски) уезжали осенью за границу, оставляя старушку-хозяйку на попечение родных и прислуги в Петрограде.»
В усадьбе Боровно вплоть до революции жила ее последняя владелица Александра Ивановна Манзей, вдова Н. Н. Манзея и мать С.Н.Волковой. 
После революции имение Волковых было экспроприировано, а семья переехала в Вышний Волочок . 

### Советский период, совхоз "Боровно"
На второй год после Великой Октябрьской революции, в 1918 году, на месте бывшего имения помещицы Манзей организовалось новое советское хозяйство – совхоз «Боровно».
После революции внутреннее устройство родового дома Манзей многократно менялось, в основном, он был приспособлен под квартиры коммунаров. В 20-е годы парадная часть первого этажа представляла собой бакалейную лавку.
С 1932 по 1936 год хозяйство принадлежало фабрике Москошвея №3 г. Москвы. Руководители вкладывали огромные средства, но вследствие того, что хозяйству не давали определенного направления, оно было нерентабельным.
С 1937 году совхоз находился в ведении Рыбпромхоза «Тубосс». Однако рыбтрест не улучшил хозяйство совхоза, до 1938 года хозяйство не отвечало своим требованиям.
Осенью 1938 года по решению исполкома областного Совета совхоз «Боровно» был передан Калининскому тресту пригородных совхозов. Больших успехов добился коллектив совхоза в 1940 году, несмотря на большие затраты капиталовложений, хозяйство дало чистой прибыли государству 136 тыс. рублей. Совхоз стал на правильный путь, его хозяйство расширялось и укреплялось с каждым годом. Большое внимание в совхозе уделялось развитию теплично-паркового хозяйства и созданию прочной кормовой базы.
Во время войны в Боровно жили пленные немцы, размещались они в Барском доме, внизу. Там же была столовая, там же их и кормили. Работали они в совхозе «Боровно». Также в Боровно стоял кавалерийский полк. В память о защитниках родной земли – уроженцах села, погибших на войне, был установлен Мемориал войнам-защитникам в виде советского солдата. 
Кроме совхоза «Боровно» на территории сегодняшнего Боровенского сельского округа до 1959 года находилось три сельсовета, в каждом из которых были колхозы или сельхозартели:
Боровенский сельсовет – колхоз «50 лет Ворошилову».
- колхоз им. Кирова.
- колхоз «1Мая».
- Колхоз «3-й год пятилетки».
- Колхоз им. Куйбышева.
- Совхоз «Боровно».

Тубосский сельсовет -- колхоз « им.1 Мая».
- Колхоз «Вперед».
- Колхоз «Пятилетка».
- Колхоз «15 лет Октября».

Дивинецкий сельсовет - колхоз «им. Сталина».
- Колхоз «Ударник».
- Колхоз «Путь вперед».
- Колхоз «13 лет РККА».
- Колхоз «Новый Дивинец».

В 1959 году все колхозы Боровенского, Дивинецкого и Тубосского сельсоветов были объединены и присоединены к совхозу «Боровно». Боровно стало центральной усадьбой совхоза, управляющим был товарищ Баскаков. В 1960 году в совхозе была заведена птица – куры. Совхоз постепенно увеличивал поголовье птиц, становясь птицеводческим хозяйством. В 1963 году директором совхоза стал товарищ Пухаев. При нем 1962-1963 началось строительство Белых домов в Сатыгино и в центре поселка. Достраивал уже товарищ Стекольщиков, который пришел в 1972 году. При нем же была построена и новая мастерская.
В 1979 году деревня Сатыгино была включена в состав поселка Боровно.
В январе 1983 года на территории совхоза «Боровно» вступил в строй новый торговый центр, где расположились: столовая совхоза «Боровно», магазин, медицинский пункт, комбинат бытового обслуживания.
Также был введен в строй новый детский сад, где нашлось место и для начальной школы.
В 1984 году в строй пущены два 27 квартирных дома со всеми удобствами для жителей и работников совхоза «Боровно».
Барский дом, как жилое помещение, существовал, пока работал детский сад, до середины 80-х годов прошлого столетия. 
В Южном деревянном флигеле усадьбы находился клуб и жилые помещения. После того, как из дома съехал последний житель, дом разграбили.
В Северном деревянном флигеле Барской усадьбы в 60-е годы располагалась контора совхоза, после, жилые помещение.

### Наше время
В 1993 году на базе совхоза «Боровно» организовался сельскохозяйственный кооператив «Боровно». В последующее время кооператив из-за неимения средств ликвидировал все поголовье птиц, почти в 5 раз сократили поголовье крупного рогатого скота.
В 2000 году была закрыта ферма в д.Федово и все поголовье скота было переведено на центральную усадьбу поселке Боровно.
Боровенский сельсовет просуществовал до 2005 года.

## Население
| 2010 |
| ---- |
| 308  |

### Национальный состав
Согласно результатам переписи 2002 года, в национальной структуре населения русские составляли 89 % из 334 чел.

## Инфраструктура
Личное подсобное хозяйство с зоной сельскохозяйственного использования, индивидуальная застройка усадебного типа.
Работают продуктовый магазин, детская библиотека, почтовое отделение и фельдшерский пункт. Возведена часовня.

Почтовое отделение
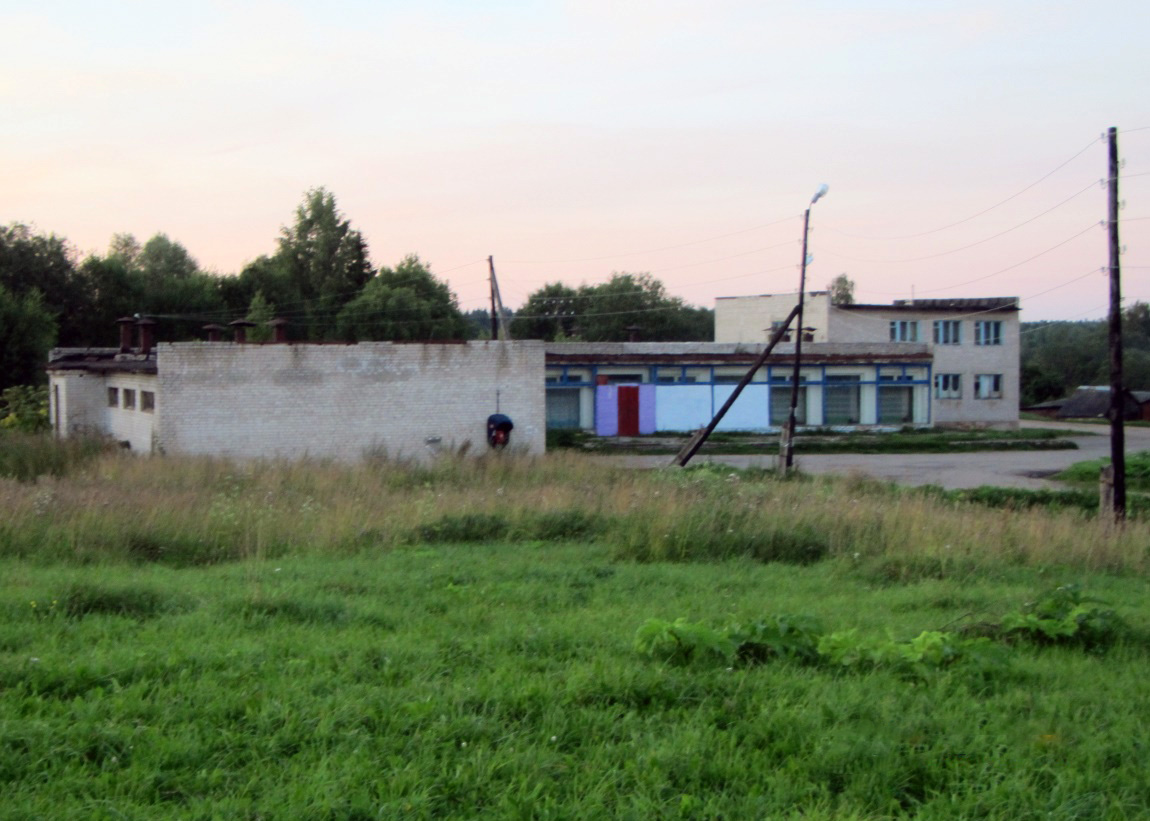
Магазин, ФАП, Библиотека